# James Mancham

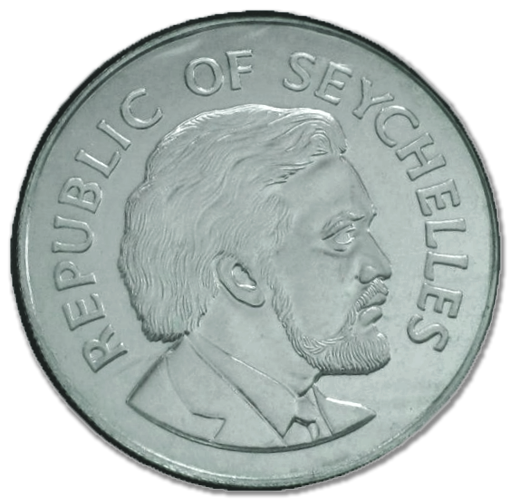
Sir James Mancham en el anverso de una moneda de plata de una rupia de Seychelles de 1977

James Richard Marie Mancham (Victoria, 11 de agosto de 1939 - Glacis, 8 de enero de 2017) fue un abogado, escritor y político seychellense que ejerció como primer jefe de gobierno de la colonia británica de Seychelles entre 1970 y 1976 y, tras la independencia del archipiélago como un estado soberano, como primer presidente de la República de las Seychelles entre 1976 y 1977.
Nacido en Victoria, Mancham estudió abogacía en la Wilson College de Londres, en el Reino Unido, y regresó a Seychelles en 1962 y se dedicó a ejercer su profesión durante unos años, antes de ingresar en la política. Como respuesta a la creciente agitación por la independencia y la fundación del Partido del Pueblo Unido de Seychelles (SPUP) por parte del líder socialista France-Albert René, Mancham fundó el Partido Democrático de Seychelles (SDP). Firme opositor a la independencia y partidario de estrechos vínculos con Gran Bretaña, Mancham llevó al partido a una estrecha victoria en las elecciones parlamentarias de 1967. Un triunfo aún mayor en 1970 coincidió con la concesión del autogobierno interno a la colonia, asumiendo Mancham como el primer jefe de gobierno democráticamente electo de la nación insular, cargo para el que sería reelegido una vez más en 1974, en una contienda un poco más ajustada en el voto popular contra el SPUP, pero reteniendo una mayoría absoluta de dos tercios del poder legislativo.
El gobierno de Mancham aceleró el desarrollo de la industria del turismo, destacando la construcción e inauguración del Aeropuerto Internacional de Seychelles en junio de 1972, lo que convirtió a Seychelles en un destino importante. Sus críticos denuncian el sostenimiento de la situación desigual de la colonia, con una política económica que mantuvo a los sectores más desfavorecidos con pocas posibilidades de ascender, en particular a las personas no blancas, que constituían la mayoría de la población. A pesar de su firme oposición original a la independencia, Mancham fue convencido por René (en calidad de líder de la oposición) de formar un gobierno de coalición con el SPUP y emancipar a la colonia, estableciendo la moderna República de las Seychelles el 29 de junio de 1976. En el marco de los acuerdos entre ambos partidos, Mancham asumió como primer presidente del nuevo estado, con René como primer ministro. Sin embargo, las fricciones entre ambos no tardaron en debilitar al gobierno. Mancham pasó gran parte de su breve mandato como presidente realizando viajes internacionales y estrechando los vínculos con Occidente, mientras que René criticó que su partido tenía la carga de realizar la mayor cantidad de las funciones administrativas cotidianas, pero que cualquier intento de implementar políticas debía primero ser aprobado por el presidente o su partido, lo que ralentizaba las labores gubernamentales. El 5 de junio de 1977, poco más de once meses después de la independencia, Mancham fue depuesto por un golpe de Estado mientras se encontraba en la Conferencia de Jefes de Gobierno de la Mancomunidad de Naciones en Londres.
Tras el levantamiento, que instauró un estado socialista de partido único, Mancham se mantuvo en el exilio, dedicándose mayormente a la práctica empresarial, ejerciendo como presidente de Berlin European Airways. También publicó varios libros sobre la situación política de Seychelles. A principios de la década de 1990, con el colapso del Bloque del Este y la caída de gobiernos comunistas en todo el mundo, el régimen de René comenzó a ceder ante las presiones por el final del gobierno unipartidista. Mancham retornó a Seychelles en abril de 1992 y restableció el SDP como partido político, liderando una amplia campaña de manifestaciones que denominó «Cruzada por la Democracia». Mancham formó parte de la Comisión Constituyente de 1992, a cargo de redactar una nueva constitución para el país, y se presentó como candidato en las primeras elecciones libres bajo la misma en 1993. A pesar de su ruidosa campaña, Mancham resultó derrotado por René y se ubicó en el segundo puesto. Se presentó nuevamente en 1998, instancia en la que se ubicó en tercer lugar detrás de René y del exsacerdote anglicano Wavel Ramkalawan, del Partido Nacional de Seychelles, que sucedió a Mancham como principal dirigente de la oposición y lograría ser presidente en 2020.
Tras sus dos fracasos consecutivos de volver a la presidencia, Mancham se retiró de la política y renunció al liderazgo del SDP en 2005. Desde entonces se dedicó a dar conferencias sobre el proceso político del país y escribir libros respecto a temas nacionales e internacionales, así como su autobiografía. Falleció el 8 de enero de 2017, víctima de un derrame cerebral.

## Biografía
Su padre, Richard Mancham, un hombre de negocios, lo envió a estudiar leyes a Inglaterra.
Cuando el Reino Unido anunció su intención de dar independencia a la colonia, Mancham fundó el Partido Democrático de Seychelles (Seychelles Democratic Party - SDP) y fungió como su líder hasta febrero de 2005. Mientras tanto, France-Albert René fundó, a su vez, un partido de oposición, el Partido Popular Unido de Seychelles, con la ayuda de la Unión Soviética.
Como Ministro en Jefe de la colonia, Mancham promovió el turismo en Seychelles y entre sus obras se encuentra el aeropuerto que hizo de esta nación insular accesible. En 1976, Mancham ganó el voto popular, cuando Gran Bretaña concedió la independencia a Seychelles. En junio de 1977, a menos de un año después de su elección, Mancham fue depuesto por el primer ministro France-Albert René en un golpe de Estado que contó con apoyo de revolucionarios entrenados en Tanzania.
Mancham vivió en exilio hasta que la Unión Soviética se disolvió en 1991, y France-Albert René declaró a Seychelles de nuevo como una nación multipartidista, y terminó con la prohibición del Partido Democrático de Seychelles. Mientras se encontraba en exilio, Mancham se dedicó al mundo de los negocios, con relativo éxito, y se casó con la periodista australiana Catherine Olsen cuando regresó a Seychelles.
Mancham se postuló para presidente en julio de 1993, quedando en segundo lugar, con 36.72 % de la votación, detrás de France-Albert René. En marzo de 1998 se postuló de nuevo para presidente, recibiendo un 13.8 % de los votos, que lo colocaron en tercer lugar.
Mancham es también autor de dos libros, Paradise Raped (El paraíso violado), acerca del golpe de Estado, y War on America Seen from the Indian Ocean (Guerra en Estados Unidos vista desde el océano Índico).